# Die Salzmänner von Tibet
Die Salzmänner von Tibet, te vertalen als De zoutmannen van Tibet, is een Duitse documentairefilm uit 1997, geschreven en geregisseerd door Ulrike Koch.

## Verhaal
De documentaire draait om een groep zoutnomaden, en hun jaarlijkse tocht om zout te verzamelen bij de hooggelegen meren in de Tibetaanse regio Chantang. Dit zout is hun voornaamste ruilmiddel voor goederen als gerst, ander basisvoedsel en thee.
Bij een van de nomadenstammen bereiden vier mannen zich voor op een jaarlijkse tocht naar het Tsentomeer om daar met een karavaan van 160 jaks een grote lading zout te gaan halen. De reis duurt in totaal 90 dagen. Onderweg doden de vier de tijd met zingen, verhalen vertellen en paardenraces.
Aan het begin brengt een zangeres het Epos van koning Gesar ten gehore, het belangrijkste en eeuwenoude epos van Tibet. Vrouwen mogen op deze heilige tocht niet mee. Een vrouw vertelt in de documentaire dat er in de oude tijd een vrouw is geweest die te gretig het zout had opgeschept, waarna het meer onstuimig werd.
Alles wat met de tocht samenhangt, maakt deel uit van groot ritueel, dat zich centreert rondom de Matsenten Gyalmo, de Godin van de Zoutzee. Aan de hand van de Tibetaanse astrologie wordt met behulp van oude berekeningen het tijdstip van vertrek vastgesteld. De documentaire geeft geen commentaar, maar laat de zoutmannen zelf aan het woord en vaak spreken de handelingen voor zich.

## Rolverdeling
| Acteur | Personage          |
| ------ | ------------------ |
| Margen | oude moeder        |
| Pargen | oude vader         |
| Zopon  | heer van de dieren |
| Bopsa  | novice             |

## Achtergrond
Ulrike Koch is sinologe en heeft meer dan acht jaar aan deze film gewerkt. Allereerst moest ze de zoutmannen opsporen en daarna het vertrouwen winnen om de film te kunnen maken. Daarnaast werd de film gedwarsboomd door de Chinese autoriteiten die onder andere het 16 mm-materiaal in beslag namen waardoor de film uiteindelijk gemaakt is met een kleine digitale camera die later het land werd uitgesmokkeld.

## Prijzen en nominaties
| jaar | prijs                                         | categorie                                | genomineerde(n) | uitslag  |
| ---- | --------------------------------------------- | ---------------------------------------- | --------------- | -------- |
| 1997 | Internationaal filmfestival van Pusan         | Sonje Award                              | Ulrike Koch     | gewonnen |
| 1997 | Internationaal filmfestival van Taormina      | publieksprijs en beste buitenlandse film | Film            | gewonnen |
| 1998 | Internationaal filmfestival van San Francisco | Golden Spire                             | Ulrike Koch     | gewonnen |